# جواو رودريغوس
جواو رودريغوس (بالبرتغالية: João Rodrigues‏) هو دراج برتغالي، ولد في 15 نوفمبر 1994 في فارو في البرتغال.

## سباقات أو مراحل فاز بها
| التاريخ        | السباق                  | المركز                                          |
| -------------- | ----------------------- | ----------------------------------------------- |
| 21 مايو 2017   | فولتا كاستيلا ليون 2017 | الفائز في ترتيب التسلق                          |
| 18 فبراير 2018 | فولتا الغارف 2018       | الرابع في تصنيف الجبال                          |
| 29 أبريل 2018  | فولتا أستورياس 2018     | الفائز حسب ترتيب السرعة                         |
| 12 أغسطس 2018  | فولتا البرتغال 2018     | العاشر في تصنيف النقاط، السابع في التصنيف العام |
| 10 فبراير 2019 | فولتا فالنسيا 2019      | الرابع في تصنيف الجبال، التاسع في تصنيف النقاط  |
| 24 فبراير 2019 | فولتا الغارف 2019       | التاسع في التصنيف العام                         |
| 24 مارس 2019   | فولتا الينتيخو 2019     | الفائز في التصنيف العام                         |
| 11 أغسطس 2019  | فولتا البرتغال 2019     | الفائز في التصنيف العام                         |
| 23 فبراير 2020 | فولتا الغارف 2020       | الرابع في تصنيف الجبال                          |
| 05 أكتوبر 2020 | فولتا البرتغال 2020     | السابع في التصنيف العام                         |
| 09 مايو 2021   | فولتا الغارف 2021       | الفائز في التصنيف العام                         |

## وصلات خارجية
- جواو رودريغوس على موقع أرشيف الدراجات (الإنجليزية)
- جواو رودريغوس على موقع إحصائيات الدراجات الإحترافية (الإنجليزية)
- جواو رودريغوس على موقع CycleBase (الإنجليزية)
- جواو رودريغوس على موقع MTB Data (الإنجليزية)